# Pro Evolution Soccer 4
Pro Evolution Soccer 4 (известная как World Soccer: Winning Eleven 8 в Японии и World Soccer: Winning Eleven 8 International в Северной Америке) четвёртая часть серии футбольного симулятора Pro Evolution Soccer компании Konami. На обложке изображен форвард Арсенала Тьерри Анри и форвард Ромы Франческо Тотти, а также итальянский рефери Пьерлуиджи Коллина. Это первая часть в серии имевшая лицензированные лиги.
Игра вышла 5 августа 2004 года для таких платформ как PlayStation 2, Xbox и PC.

## Особенности
- Возможность выбрать в мастер лиге до 138 команд. Победа в игре в Master League повысит возможности ваших игроков.
- В общей сложности более 200 клубов и национальных команд.
- Впервые рефери будет участвовать на поле во время игры. Существуют также анимированные лайнсмены.
- Износ в том числе и грязь будет видна на форме игроков в соответствии с условиями.
- Улучшенный режим редактирования позволяет вносить изменения лиг и имен игроков.

## Лиги
С командами сезона 2004/05.
Полностью лицензированные
- Serie A
- Eredivisie
- La Liga

Нелицензированные
- FA Premier League
- Ligue 1
- Bundesliga

## Отзывы
| Сводный рейтинг           | Сводный рейтинг         | Сводный рейтинг         | Сводный рейтинг         |
| Издание                   | Оценка                  | Оценка                  | Оценка                  |
| Издание                   | PC                      | PS2                     | Xbox                    |
| ------------------------- | ----------------------- | ----------------------- | ----------------------- |
| GameRankings              | N/A                     | 91,12 %                 | 90,11 %                 |
| Metacritic                | (EU) 92/100 (US) 88/100 | (US) 91/100 (EU) 91/100 | (EU) 91/100 (US) 90/100 |
| Иноязычные издания        |                         |                         |                         |
| Издание                   | Оценка                  | Оценка                  | Оценка                  |
| Издание                   | PC                      | PS2                     | Xbox                    |
| Edge                      | N/A                     | 9/10                    | N/A                     |
| EGM                       | N/A                     | 8,83/10                 | 8,83/10                 |
| Eurogamer                 | 9/10                    | 9/10                    | 9/10                    |
| Game Informer             | N/A                     | 8,75/10                 | 8,75/10                 |
| GamePro                   | N/A                     | [ 15 ]                  | [ 15 ]                  |
| GameRevolution            | A−                      | A−                      | A−                      |
| GameSpot                  | 8,7/10                  | 9,3/10                  | 9,3/10                  |
| GameSpy                   | N/A                     | [ 19 ]                  | [ 19 ]                  |
| GameZone                  | 9,5/10                  | 9,5/10                  | 9,5/10                  |
| IGN                       | N/A                     | 9,4/10                  | 9,4/10                  |
| OPM                       | N/A                     | [ 24 ]                  | N/A                     |
| OXM                       | N/A                     | N/A                     | 8,3/10                  |
| PC Gamer (US)             | 89 %                    | N/A                     | N/A                     |
| Detroit Free Press        | N/A                     | N/A                     | [ 27 ]                  |
| The Sydney Morning Herald | N/A                     | [ 28 ]                  | N/A                     |

Игра заслужила восторженные отзывы на всех платформах.
Pro Evolution Soccer 4 получила премию BAFTA в области игр 2005 года в номинации «Sports».